# Terre-de-Bancalié
Terre-de-Bancalié é uma comuna francesa na região administrativa da Occitânia, no departamento de Tarn. Estende-se por uma área de 84.14 km², e possui 1.714 habitantes, segundo o censo de 2018, com uma densidade de 20 hab/km².
Foi criada, em 1 de janeiro de 2019, a partir da fusão das antigas comunas de Roumégoux, Saint-Antonin-de-Lacalm, Saint-Lieux-Lafenasse, Terre-Clapier e Le Travet.